# البقعة المظلمة العظيمة

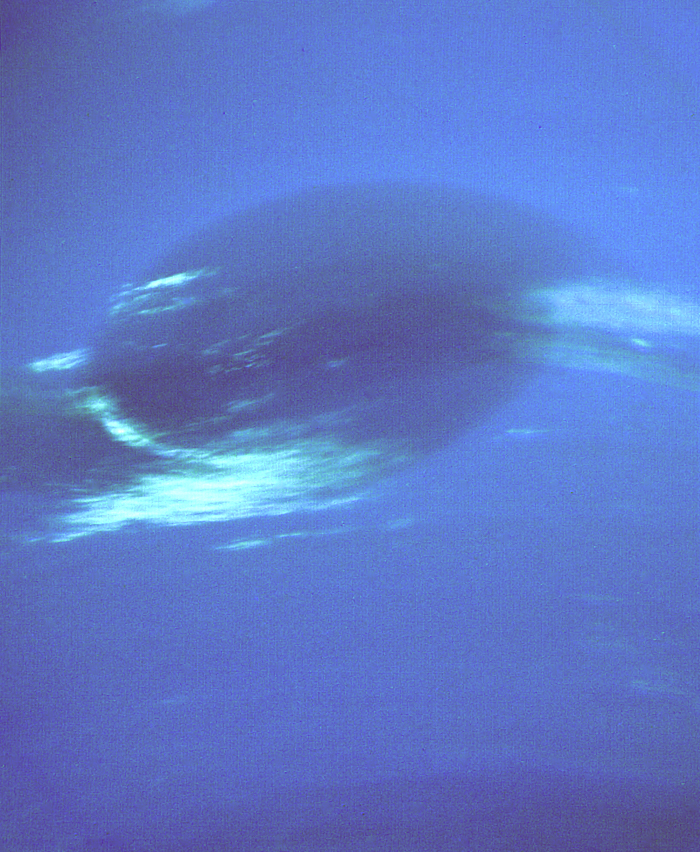
صورة لبقعة مظلمة عظيمة على نبتون التقطتها مركبة فويَجر 2.

البقعة المظلمة العظيمة هو اسم يُطلق على سلسلة من البقع المظلمة التي ظهرت على نبتون، والتي تشبه البقعة الحمراء العظيمة على المشتري. رُصدت أولى البقع في عام 1989 عندما عبَرَ مسبار ناسا فوياجر 2 قرب الكوكب. ومثل بقعة المشتري، كانت عاصفة عكس حلزونية. بالرغم من هذا، بواطن البقع المظلمة العظيمة خالية من السحب نسبياً، وعلى عكس بقعة المشتري التي استمرت لمئات السنين، فإن مدة حياة هذه البقع تبدو أقصر بكثير، حيث تظهر وتختفي كل بضع سنوات أو ما يُقارب ذلك. بناءً على الأرصاد التي قام بها مسبار فوياجر ومن بعده مقراب هبل الفضائي، فيَبدو أن نبتون يَقضي أكثر من نصف وقته وهو يَملك بقعة مظلمة عظيمة. كل ما نعرفه تقريباً عن نبتون مبنيّ على الأبحاث التي قامت بها مركبة فوياجر2.

## الخصائص

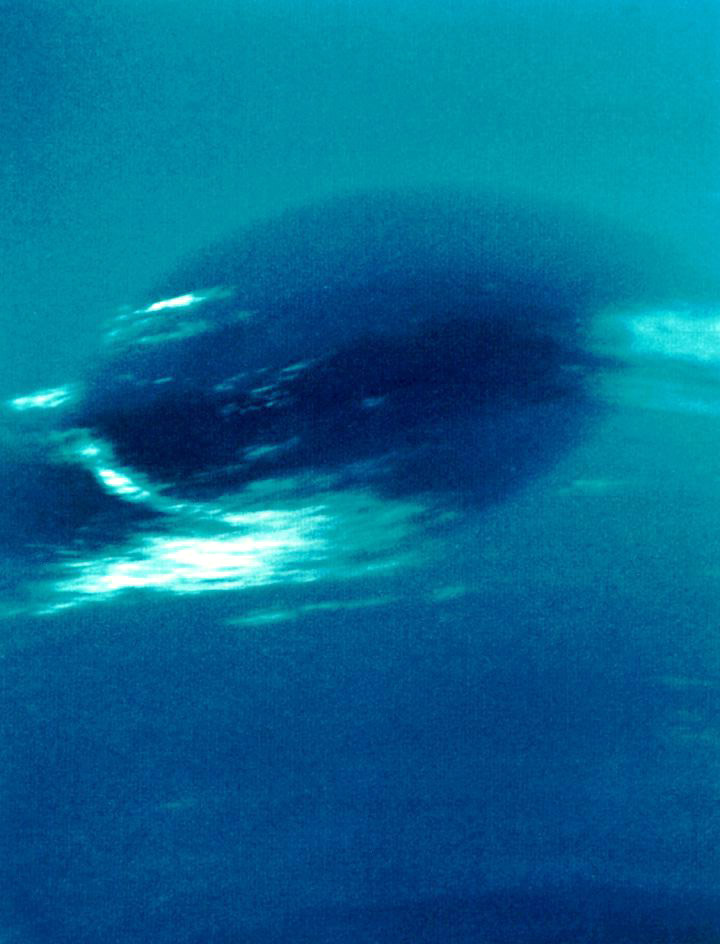
البقعة العظيمة المظلمة

كانت البقعة المظلمة إهليجية الشكل بحوالي حجم الأرض، وكانت مُشابهة في مظهرها العام لبقعة المشتري الحمراء العظيمة. قيست سرعة تدفق الرياح حول البقعة المظلمة على أنها تصل إلى 2,400 كم/س، وبهذا فهي أسرع رياح في النظام الشمسي كله. يُعتقد أن البقعة المظلمة العظيمة تمثل ثقباً في سحب الميثان التي تغطي نبتون. وقد رُصدت البقعة مرات مختلفة عندما كانت بأحجام وأشكال مختلفة.
وَلَدتِ البقعة المظلمة العظيمة سحباً بيضاء كبيرة عند طبقة التربوبوز أو تحتها مباشرة، وهي مُشابهة للسحب الرقيقة الموجودة على الأرض عند دوائر العرض العالية. لكن سحب نبتون الرقيقة تتكون من بلورات من الميثان المتجمد (على عكس سحب الأرض التي تتكون من بلورات جليد الماء). وفي حين أن السحب الرقيقة تتكون ثم تتبدد عادة خلال بضع ساعات، فإن سحب البقعة المظلمة العظيمة كانت لا تزال موجودة بعد مضيّ 36 ساعة (دورتان للكوكب) على رصدها.
يُعتقد أن بقعة نبتون المظلمة تحدث في طبقة الجو السفلي عند دوائر عرض أخفض من السحب العلوية الساطعة. وبما أنها معالم مُستقرة يُمكنها أن تدوم لشهور عديدة، فيُعتقد أنها عبارة عن دوامات.

## التلاشي

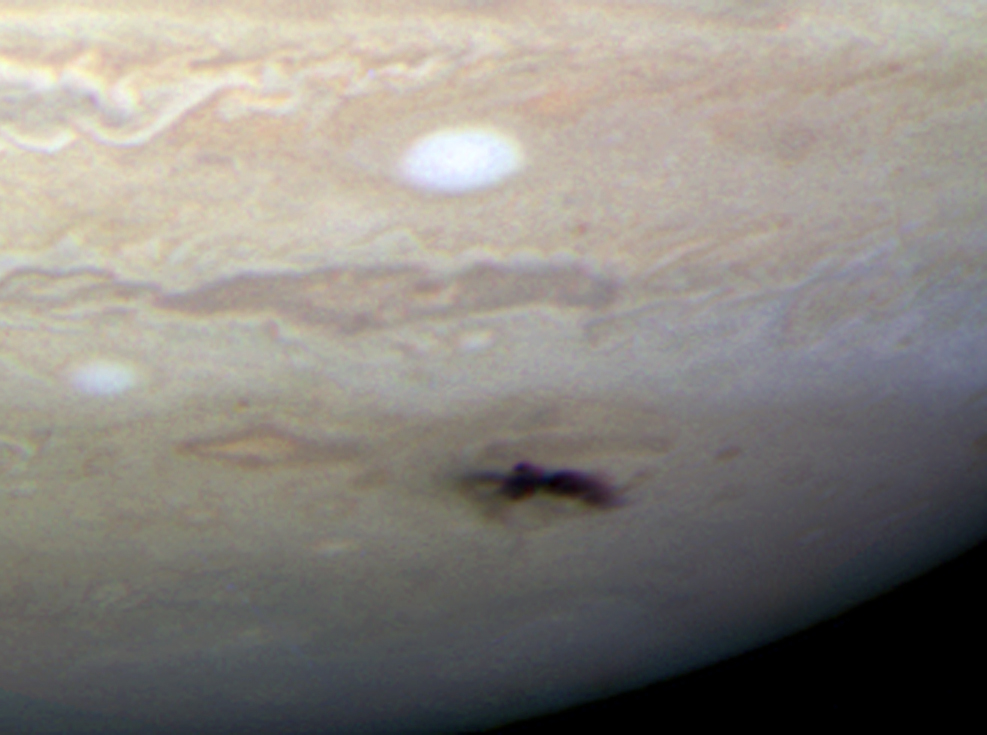
بقعة المشتري المظلمة من مقراب هبل الفضائي.

عندما حاولَ مقراب هبل الفضائي تصوير البقعة مُجدداً في تشرين الثاني/نوفمبر 1994 كانت قد اختفت تماماً، تاركة الفلكيّين يَعتقدون بأنها إما حُجبت بسبب دوران الكوكب أو ما شابه أو أنها تلاشت. تظهر حالة السحب المجاورة أنه ربما استمرت بعض البقع المظلمة السابقة بوجودها كأعاصير، بالرغم من أنها سرعان ما تظهر كمعالم مظلمة. ربما تتبدد البقع المظلمة عندما تنتقل إلى منطقة قريبة جداً من خط الاستواء، ومن المُحتمل أيضاً أن هذا يَحدث بسبب ميكانيكية أخرى غير معروفة.
بالرغم من هذا، هناك بقعة مُحددة انبثقت في النصف الشمالي لنبتون. هذه البقعة الجديدة التي تسمى «البقعة الشمالية المظلمة العظيمة» بقيت مرئية لسنوات عديدة.